# Reino de Buganda
Buganda é um dos reinos tradicionais da atual Uganda, fundado no século XIV por Quintu[carece de fontes?] e abolido em 1967 no tempo de Mutesa II (r. 1939–1966) por ocasião da proclamação da república. Desde 1993, com a restauração destes reinos, Muenda Mutebi II, filho de Mutesa, assumiu o trono como cabaca.[carece de fontes?] Desde sua fundação tem Mengo como capital. De acordo com o censo de 2019, consta que havia 11 184 500 habitantes em Buganda (chamada administrativamente como Central) e engloba uma área de 61 403 quilômetros quadrados, subdividida em Oriental, Ocidental e Setentrional. Sua população é sobretudo ganda.
O Acordo de Buganda de 1900 concedeu ao reino alguma autonomia dentro do Protetorado de Uganda do Império Britânico. A 18 de outubro de 1955 foi assinado um novo acordo que reiterava a cooperação entre o cabaca e o Reino Unido na governação do território. Os cabacas foram sepultados nos túmulos em Cassubi, uma colina em Campala, capital de Uganda.

## Lista de cabacas
Em Buganda os cabacas se sucederam como se segue.
- Quintu (século XIV)[carece de fontes?]
- Suna II (r. 1825–1857)
- Mucabia Mutesa I (r. 1857–1884)
- Muanga II (r. 1884–1888)
- Quiueua Mutebi II (r. 1888–1889)
- Calema (r. 1889)
- Quiueua Mutebi II (r. 1892–1897)
- Daudi Chua II (r. 1897–1939)
- Mutesa II (r. 1939–1966)
- Muenda Mutebi II (r. 1993–presente)